# Jean Cassou

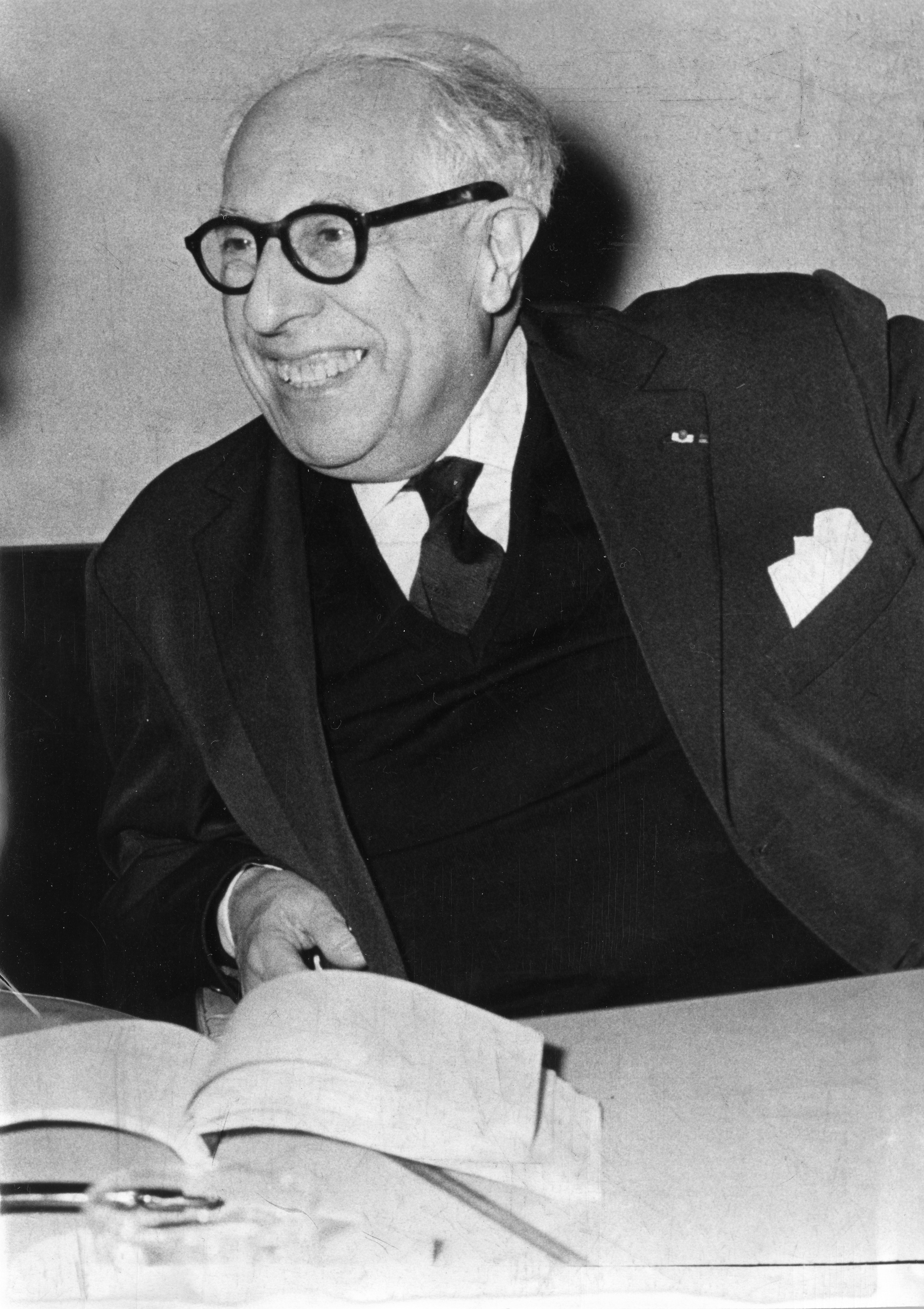
Jean Cassou 1963

Jean Cassou (* 9. Juli 1897 in Bilbao, Spanien; † 15. Januar 1986 in Paris) war ein französischer Schriftsteller, Kunsthistoriker, Konservator und Übersetzer, der ein recht bewegtes, dabei stets politisch engagiertes Leben führte.
Er kämpfte in der Résistance und baute nach Kriegsende das Pariser Musée National d’Art Moderne auf. In seiner erzählenden Prosa hat er „Lebensinnerlichkeit mit romantischen und spekulativen Elementen“ verbunden, heißt es in der Brockhaus Enzyklopädie. Seine Lyrik ist laut Winfried Engler stark von spanischer Dichtung beeinflusst. Cassou veröffentlichte zahlreiche Arbeiten über Künstler und ästhetische Fragen.

## Leben
Der Sohn einer spanischen Mutter studiert Hispanistik an der Sorbonne in Paris, entgeht der Teilnahme am Ersten Weltkrieg als Magister am Lyzeum in der baskischen Stadt Bayonne, verfasst für den Mercure de France monatliche Spanische Briefe, übersetzt Bücher von Miguel de Cervantes, Miguel de Unamuno, Blasco Ibanez, Ramón Gómez de la Serna, Lope de Vega ins Französische, was er mit einer 1929 veröffentlichten Geschichte der spanischen Gegenwartsliteratur krönt. Sein Romandebüt gibt er 1925. Er befasst sich zunehmend mit Denkmalspflege. 1936 wird er in den Stab des Volksfrontministers für Bildung und Kunst Jean Zay berufen. Cassou sympathisiert mit der Spanischen Republik (die er auch besucht) und der Kommunistischen Partei, bricht mit dieser aber 1939 anlässlich des Hitler-Stalin-Paktes. Nach dem Zweiten Weltkrieg wird er sich gleichermaßen gegen Auswüchse des Stalinismus, den antikommunistischen Verfolgungswahn in den USA, den französischen Terror in Algerien verwahren. Gegen die deutschen Besatzer Frankreichs (und ihrer Kollaborateure) leistet er Untergrundarbeit, was ihn im Dezember 1941 für ein Jahr in ein Gefängnis des Vichy-Regimes bringt. Dort entstehen die Dreiunddreißig Sonette – im Kopf, da Schreiben verboten ist. Im Sommer 1944 ringt Cassou nach einem Zusammenstoß mit einer Patrouille der Nazis einige Wochen im Krankenhaus um sein Leben; General de Gaulle überreicht ihm am Krankenbett den Croix de Libération. 1945 bis 1965 ist er Leiter des neugegründeten Musée National d’Art Moderne, anschließend Professor für Soziologie. 1971 wird er mit dem Grand Prix national des Lettres, 1983 mit dem Grand Prix de la Sociéte des Gens de Lettres ausgezeichnet. Seit 1964 ist er außerdem Mitglied der (belgischen) Academie Royale de Langue et de Litterature Francaises de Belgique. Fünf Jahre vor seinem Tod (1986) veröffentlicht er seine Erinnerungen unter dem Titel Ein Leben für die Freiheit.

## Werke
- Eloge de la folie. Roman. 1925.
- Les harmonies viennoises. Roman. Paris 1926, deutsch Schloß Esterhazy. Wien 1927.
- Le Pays qui n'est à personne. Roman. Paris 1927.
- La Clef des songes. Roman. 1928.
- Vie de Philippe II. Paris 1929.
- Panorama de la littérature espagnole contemporaine. Paris 1929.
- Comme une grande image. Roman. 1931.
- Les Nuits de Musset. Essay. Paris 1931.
- El Greco. Essay. 1931.
- Grandeur et infamie de Tolstoi. Essay. 1932.
- Les Inconnus dans la cave. Roman. Paris 1933.
- Pour la poésie. Essay. 1935[4]
- Les massacres de Paris. Roman. 1935 (über den Aufstand der Commune), deutsch Massaker von Paris. Berlin 1948.
- Cervantes. Essay. 1936.
- La querelle du réalisme, ESI, 1936
- Légion. Paris 1939.
- Quarante-huit. Essay. Paris 1939.
- Trente-trois sonnets composés au secret. Gedichte. 1944 veröffentlicht unter dem Pseudonym Jen Noir, deutsch Dreiunddreißig Sonette aus dem Gefängnis. Wiesbaden 1957[5]
- Le centre du monde. Roman. 1945.
- Les enfants sans age. Novellen, 1946, deutsch Alterslose Kinder. Urach 1949.
- Raoul Dufy. Essay. 1946.
- Auguste Rodin. Essay. 1949.
- Situation de l'Art Moderne. Essay. Paris 1950.
- La folie d'Amadis et autres poèmes. Gedichte. Paris, 1950.
- La Voie Libre. Paris 1951.
- Le nu dans la peinture européenne. Essay. Paris 1952, deutsch Der Akt in der Malerei. Zürich 1952.
- La rose et le vin. Gedichte. Paris 1952.
- Les impressionnistes et leur époque. Essay. Paris 1953, deutsch Die Impressionisten und ihre Zeit. Berlin 1953, Stuttgart 1957.
- Trois Poètes: Rilke, Milosz, Machado. Paris 1954.
- La Mémoire courte. Essay. Paris 1954. (Neuauflage: Éditions mille et une nuits, Paris 2001, ISBN 2-84205-548-9)
- Le livre de Lazare. Roman. 1955.
- Ballades. Gedichte. 1956.
- Le temps d'aimer. Roman. 1959.
- Picasso. Essay. Paris 1959, Gütersloh/Stuttgart 1976.
- Parti pris. Essay. Paris 1961.
- Dernières pensées d'un amoureux. Roman. Paris 1962.
- Chagall. Essay. deutsch München 1966, Berlin 1966, Gütersloh/Stuttgart 1982.
- Le voisinage des cavernes. Roman. 1971.
- La Création des mondes. Essay. Paris 1971.
- Une vie pour la liberté. Autobiographie, 1981.